# 松浦街道
松浦街道是中国黑龙江省哈尔滨市松北区下辖的一个街道，与松浦镇实行“一个机构，两块牌子”。行政区划代码为230109003，邮政编码为150000，位于东滨江桥西侧。

## 行政区划
桥头溪乡下辖以下地区：
糖厂社区、松浦村、松花江村、东方红村、红星村、新华村和黎明村。